# František Skorkovský
František Skorkovský (1. Oktober 1909 in Triest, Österreich-Ungarn – 17. November 1939 in Prag) war ein tschechischer Studentenführer. Er wurde im Zuge der Sonderaktion Prag von der Gestapo verhaftet und unmittelbar darauf hingerichtet.

## Leben
František Skorkovský war das älteste Kind von František Skorkovský und Anna Skorkovská, geborene Bolincová. Er hatte noch einen jüngeren Bruder und eine jüngere Schwester. Skorkovskýs Vater war in Triest Leiter einer Niederlassung der Gewerbebank Živnostenská banka. Im Jahre 1928 zog die Familie nach Brünn, da der Vater dort Bankdirektor wurde. Skorkovský wurde Mitglied des Sokol Brno I und studierte an der Masaryk-Universität Rechtswissenschaften (Promotion am 11. November 1937). Bis 1937 war er Mitglied der nationalistischen Národní sjednocení („Nationale Vereinigung“), einem Vorläufer der Partei der Nationalen Einheit – Strana národní jednoty. Danach wechselte er zum Klub národně socialistických akademiků. Von 1937 bis 1939 war er Vorsitzender des Zentralverbands der tschechoslowakischen Studenten. Des Weiteren war er Vizepräsident der Confédération internationale des étudiants (CIE). In diesem Amt kamen ihm vor allem seine Sprachkenntnisse zugute (Deutsch, Italienisch, Französisch, Englisch, Serbokroatisch und Slowenisch). 1939 wurde er Vorsitzender der Auslandsabteilung der Nationalen Union tschechischer Studenten im seit März 1939 okkupierten Reichsprotektorat Böhmen und Mähren.
Am 28. Oktober 1939, dem Jahrestag der Gründung der Tschechoslowakei, kam es zu zahlreichen Protesten und Demonstrationen gegen die deutsche Besatzungsmacht. Während der Proteste in Prag wurde der Arbeiter Václav Sedláček erschossen und der Medizinstudent Jan Opletal angeschossen. Opletal erlag am 11. November 1939 seiner Verletzung. Skorkovský beteiligte sich an den Vorbereitungen zu Opletals Beisetzung, die am 15. November 1939 stattfand. Studentengruppen organisierten einen Trauerzug durch Prag, dem sich tausende Menschen anschlossen und bei der Aufbahrung die tschechische Nationalhymne sangen. Die Reaktion darauf war die Sonderaktion Prag. Dabei kam es zu Schließungen von Hochschulen und zur Verhaftung von 1.200 Studenten. Skorkovský wurde verhaftet. Zusammen mit acht anderen Studentenführern wurde er in die Kaserne Prag-Ruzyně verbracht und ohne Gerichtsprozess hingerichtet.
Seit dem 17. November 1941 wird mit dem International Students’ Day der Studentenproteste von Prag gedacht.

## Ehrung
- Tschechoslowakisches Kriegskreuz 1939, posthum

## Gedenkstätten

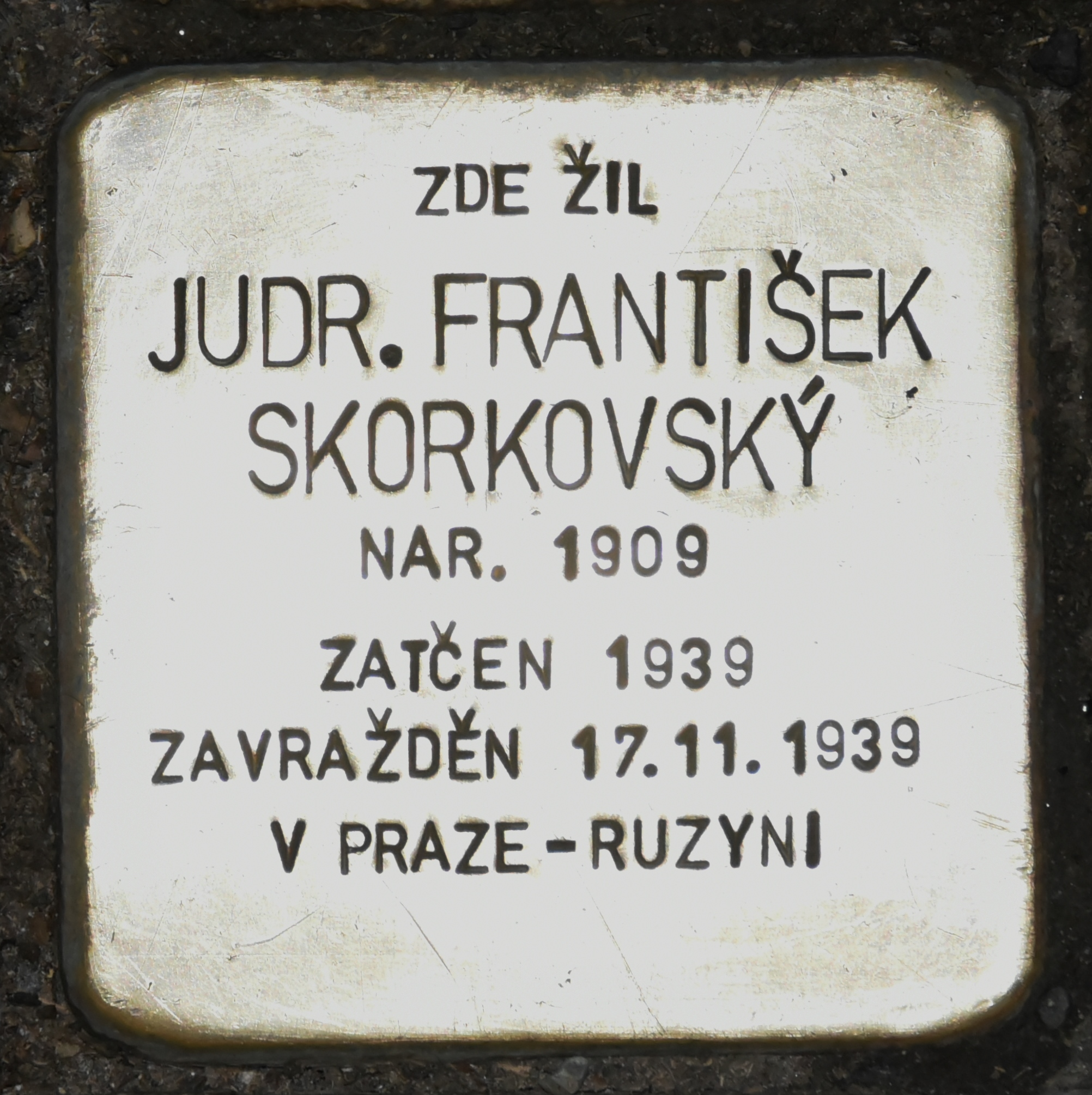
Stolperstein für František Skorkovský

An František Skorkovský erinnern folgende Gedenkstätten:
- Am 23. November 1947 wurde eine Gedenktafel in Sokol Brno I für die Opfer des Zweiten Weltkrieges enthüllt, auf der unter anderem František Skorkovský namentlich erwähnt ist.[2][3]
- Am 5. Mai 1994 wurde in der Juristischen Fakultät der Masaryk-Universität eine Gedenktafel für die Opfer der Besatzung aus den Reihen der Studenten, Mitarbeiter und Lehrenden der Fakultät enthüllt, auf der unter anderem František Skorkovskýs namentlich gedacht wird.[4]
- Am 17. September 2014 verlegte Gunter Demnig einen Stolperstein in der Běhounská ul. 1/01 in Brünn, wo Skorkovský lebte.
- Eine Gedenktafel befand sich in der Skorkovského ul. 15/01 in Brünn. Diese Gedenktafel wurde (wahrscheinlich 1998) gestohlen.[5]